# Salvatore D'Elia
Salvatore D'Elia (Mugnano di Napoli, Italia, 10 de febrero de 1989) es un futbolista italiano. Juega como lateral izquierdo y su equipo actual es el A.S.D. Chieri de la Serie D.

## Trayectoria

### Juventus
D'Elia comenzó su carrera en las categorías inferiores de la Juventus, desde antes de llegar al equipo juvenil de Primavera en 2007. Después de ser ascendido desde el primavera del club con sede en Turín, D'Elia fue enviado a préstamo la temporada siguiente.

### Préstamos
Nunca logró debutar en el equipo absoluto de la Juventus, pero después lo promovieron del equipo juvenil en julio de 2009, fue cedido al club de tercera división, Giallo-Blu Figline, junto con sus compañeros de equipo Marco Duravia, Nicola Cosentini y Alessandro D'Antoni. Hizo 18 apariciones en su primera temporada con el club y regresó a la TJuventus el 2 de julio de 2010. Luego, D'Elia fue enviado nuevamente a préstamo al recién ascendido equipo de la Serie B Portogruaro, antes de la campaña 2010-11 de la Serie B, donde Luego pasó a hacer solo 12 apariciones en la liga. El 30 de junio de 2011, D'Elia regresó a la Juventus y pasó toda la campaña de la Serie A 2011-12 entrenando y jugando con el primavera. Sin embargo, antes de la temporada 2012-13 de la Serie A, fue cedido al Venezia de la Lega Pro Prima Divisione.

### Vicenza
El 31 de enero de 2013 fue vendido oficialmente al Vicenza Calcio (por 400.000 €) junto con Nicolò Corticchia (por 600.000 €), como parte del acuerdo que vio a Michele Cavion transferirse a la Juventus por 1 millón de €. D'Elia permaneció cedido en Venezia hasta el 30 de junio de 2013. D'Elia firmó un contrato de tres años y medio con el Vicenza.
A D'Elia se le asignó la camiseta número 3 en la temporada 2014-15. Sin embargo, en la temporada 2015-16, el club le asignó un nuevo número de camiseta (número 6) a D'Elia, ya que la camiseta número 3 fue retirada para el exfutbolista y entrenador del Vicenza, Giulio Savoini. El 8 de junio de 2015 D'Elia firmó un nuevo contrato de tres años.
El 22 de diciembre de 2016 D'Elia volvió a firmar un nuevo contrato con Vicenza, que duraría hasta el 30 de junio de 2020.

### Ascoli
El 9 de agosto de 2018 se unió al club Ascoli de la Serie B por un contrato de 3 años.

### Frosinone
El 14 de enero de 2020 fichó por el Frosinone de la Serie B.

## Estadísticas

### Clubes
| Club                        | Temporada     | Liga                       | Liga  | Liga  | Copa  | Copa  | Otros | Otros | Total | Total |
| Club                        | Temporada     | División                   | Part. | Goles | Part. | Goles | Part. | Goles | Part. | Goles |
| --------------------------- | ------------- | -------------------------- | ----- | ----- | ----- | ----- | ----- | ----- | ----- | ----- |
| Giallo-Blu Figline (cesión) | 2009–10       | Lega Pro Prima Divisione   | 16    | 1     | 0     | 0     | 0     | 0     | 16    | 1     |
| Portogruaro (cesión)        | 2010–11       | Serie B                    | 12    | 0     | 1     | 0     | 0     | 0     | 13    | 0     |
| Venezia (cesión)            | 2012–13       | Lega Pro Seconda Divisione | 14    | 0     | 0     | 0     | 0     | 0     | 14    | 0     |
| LR Vicenza                  | 2013–14       | Lega Pro Prima Divisione   | 25    | 0     | 2     | 0     | 0     | 0     | 27    | 0     |
| LR Vicenza                  | 2014–15       | Serie B                    | 22    | 0     | 1     | 0     | 0     | 0     | 23    | 0     |
| LR Vicenza                  | 2015–16       | Serie B                    | 37    | 2     | 3     | 0     | 0     | 0     | 40    | 2     |
| LR Vicenza                  | 2016–17       | Serie B                    | 19    | 0     | 0     | 0     | 0     | 0     | 19    | 0     |
| LR Vicenza                  | Total         | Total                      | 103   | 2     | 6     | 0     | 0     | 0     | 109   | 2     |
| Bari                        | 2017–18       | Serie B                    | 13    | 2     | 3     | 0     | 0     | 0     | 16    | 2     |
| Total carrera               | Total carrera | Total carrera              | 158   | 5     | 10    | 0     | 0     | 0     | 168   | 5     |